# Barbosella cogniauxiana
Barbosella cogniauxiana é uma espécie de orquídea (Orchidaceae) originária do Brasil.